# New Mexico Bowl 2017
Match précédent Match suivant
Le New Mexico Bowl 2017 est un match de football américain de niveau universitaire joué après la saison régulière de 2017, le 16 décembre 2017 au Dreamstyle Stadium à Albuquerque dans l'état du Nouveau-Mexique.
Il s'agit de la 12e édition du New Mexico Bowl.
Le match met en présence les équipes des Thundering Herd de Marshall issus de la Conference USA et des Rams de Colorado State issus de la  Mountain West Conference.
Il est retransmis en télévision sur ESPN.
Sponsorisé par la société Gildan, le match est officiellement dénommé le Gildan New Mexico Bowl 2017.
Marshall gagne le match sur le score de 31 à 28.

## Présentation du match
| Équipes                      | Conférences | Entraîneurs  | Stats. saison rég. | Classements avant le bowl CFP-AP-Coaches |
| ---------------------------- | ----------- | ------------ | ------------------ | ---------------------------------------- |
| Thundering Herd de Marshall  | C-USA       | Doc Holliday | 7 - 5              | NC                                       |
| Rams de Colorado State       | MWC         | Mike Bobo    | 7 - 5              | NC                                       |
| Arbitre : Luke Richmond (MAC |             |              |                    |                                          |

Il s'agit de la toute 1re rencontre entre ces deux équipes.

### Thundering Herd de Marshall
Avec un bilan global en saison régulière de 7 victoires et 5 défaites, Marshall est éligible et accepte l'invitation pour participer au New Mexico Bowl de 2017.
Ils terminent 3e de la East Division de la Conference USA derrière Florida Atlantic et FIU, avec un bilan en division de 4 victoires et 4 défaites.
À l'issue de la saison 2017, ils n'apparaissent pas dans les classements CFP , AP et Coaches.
Il s'agit de leur toute 1re apparition au New Mexico Bowl et le 14e bowl de leur histoire. Le match est le premier bowl disputé contre une équipe de la Mountain West Conference depuis leur victoire contre BYU lors du Motor City Bowl 1999.

### Rams de Colorado State
Avec un bilan global en saison régulière de 7 victoires et 5 défaites, Colorado State est éligible et accepte l'invitation pour participer au New Mexico Bowl de 2017.
Ils terminent 2e de la Mountain Division de la Mountain West Conference derrière Boise State, avec un bilan en division de 5 victoires et 3 défaites.
À l'issue de la saison 2017, ils n'apparaissent pas dans les classements CFP , AP et Coaches.
Il s'agit de leur 3e participation au New Mexico Bowl et le 17e de leur histoire.
| Dates            | Saisons | Adversaires      | Scores  | Victoires - Défaites |
| ---------------- | ------- | ---------------- | ------- | -------------------- |
| 20 décembre 2008 | 2008    | Fresno State     | 40 - 35 | V : 1 - 0            |
| 21 décembre 2013 | 2013    | Washington State | 48 - 45 | V : 2 - 0            |

## Résumé du match
À  venir
| QT          | Temps       | Drive       | Drive       | Drive       | Équipe      | Description de l'action | Score | Score |
| QT          | Temps       | Jeux        | Yards       | TDP         | Équipe      | Description de l'action | MAR   | CST   |
| ----------- | ----------- | ----------- | ----------- | ----------- | ----------- | --- | ----- | ----- |
| 2           | 14:29       | 1           | 76          | 00:11       | MAR         | TD de 76 yards par WR Tyre Brady à la suite d'une réception de passe de QB Litton + 1 point de conversion par K Kaare Vedvik         | 7     | 0     |
| 2           | 08:17       | 15          | 5           | 06:12       | CST         | TD de 5 yards par WR Detrich Clark à la suite d'une réception de passe de QB Nick Stevens + 1 point de conversion par K Wyatt Bryan  | 7     | 7     |
| 2           | 06:07       | 6           | 15          | 02:10       | MAR         | 15 yards par TE Ryan Yurachek à la suite d'une réception de passe de QB Chase Litton + 1 point de conversion par K Kaare Vedvik      | 14    | 7     |
| 2           | 04:41       | 4           | 9           | 01:26       | CST         | TD à la suite d'une course de 9 yards par QB Nick Stevens + 1 point de conversion par K Wyatt Bryan                                  | 14    | 14    |
| 2           | 03:55       | 2           | 68          | 00:46       | MAR         | TD à la suite d'une course de 68 yards par RB Keion Davis + 1 point de conversion par K Kaare Vedvik                                 | 21    | 14    |
| 3           | 12:12       | 1           | 90          | 00:14       | MAR         | TD à la suite d'une course de 90 yards par RB Tyler King + 1 point de conversion par K Kaare Vedvik                                  | 28    | 14    |
| 3           | 04:10       | 14          | 21          | 06:06       | MAR         | FG de 21 yards par K Kaare Vedvik | 31    | 14    |
| 4           | 12:55       | 5           | 24          | 01:21       | CST         | TD de 24 yards par WR Detrich Clark à la suite d'une réception de passe de QB Nick Stevens + 1 point de conversion par K Wyatt Bryan | 31    | 21    |
| 4           | 06:37       | 8           | 1           | 03:11       | CST         | TD à la suite d'une course d'1 yard par QB Nick Stevens + 1 point de conversion par K Wyatt Bryan                                    | 31    | 28    |
| Score final | Score final | Score final | Score final | Score final | Score final | Score final | 31    | 28    |

## Statistiques
| Meilleurs joueurs (MVPs) |                |          |       |
| Système                  | Nom            | Équipe   | Poste |
| Attaque                  | Tyre Brady     | Marshall | WR    |
| Défense                  | Channing Hames | Marshall | LB    |

| Statistiques par équipe                |                                             |                                            |
| Statistiques                           |                                             |                                            |
| 1er down                               | 18                                          | 26                                         |
| 1er down à la course                   | 8                                           | 6                                          |
| 1er down à la passe                    | 10                                          | 15                                         |
| 1er down suite pénalité                | 0                                           | 5                                          |
| Conversion de 3e down                  | 5/14                                        | 9/19                                       |
| Conversion de 4e down                  | 0/0                                         | 0/2                                        |
| Jeux–yards                             | 65 jeux pour 501 yards                      | 83 jeux pour 390 yards                     |
| Yards à la course                      | 33 courses pour 239 yards, 7,2 yards/course | 31 courses pour 70 yards, 2,3 yards/course |
| Yards à la passe                       | 262                                         | 320                                        |
| Passes : Réussies-Tentées-Interceptées | 17/32, 2 int.                               | 25/52, 0 int.                              |
| Réussite en zone rouge/chances         | 2/2                                         | 3/3                                        |
| TD                                     | 4                                           | 4                                          |
| Field Goals                            | 1/1                                         | 0/0                                        |
| Sacks (Nombre-Yards gagnés)            | 5/31                                        | 3/24                                       |
| Fumbles (Nombre/Perdus)                | 0/0                                         | 0/0                                        |
| Pénalités (Nombre/Yards perdus)        | 11/107                                      | 3/15                                       |
| Temps de possession                    | 27:56                                       | 32:04                                      |

| Statistiques individuelles |                  |                                                                              |
| Quaterbacks                |                  |                                                                              |
| MAR                        | Litton, Chase    | 17/32 passes réussies, 262 yards, 2 TDs, 2 int., 3 sacks subis               |
| CST                        | Stevens, Nick    | 25/52 passes réussies, 320 yards, 2 TDs, 0 int., 5 sacks subis               |
| Meilleurs coureurs         |                  |                                                                              |
| MAR                        | Davis, Keion     | 18 courses pour 141 yards nets gagnés, 1 TD, moyenne de 7,8 yards par course |
| CST                        | Dawkins, D.      | 10 courses pour 50 yards nets gagnés, 0 TD, moyenne de 5.0 yards par course  |
| Meilleurs receveurs        |                  |                                                                              |
| MAR                        | Brady, Tyre      | 6 réceptions pour 165 yards, 1 TD                                            |
| CST                        | Johnson, Olabisi | 6 réceptions pour 119 yards, 0 TD                                            |
| Meilleurs tackleurs        |                  |                                                                              |
| MAR                        | Hancosk, Chase   | 5 tacles solo et 3 assistes, 0 sack et 1/2 touché pour perte adverse         |
| CST                        | McDonald, Max    | 6 tacles solo et 3 assistes, 1 sack et 3 touchés pour perte adverse          |